# Konrad Hanf
Konrad Hanf (* 17. Dezember 1874 in Schiltigheim; † 1. Mai 1922 bei Wedel) war ein deutscher Verleger.

## Leben und Wirken
Das Leben des gebürtig aus dem Elsaß stammenden Konrad Hanf ist nur unzureichend dokumentiert. Bevor er nach Hamburg zog, arbeitete er vermutlich als Tischler. In Hamburg gründete er den nach ihm benannten Konrad-Hanf-Verlag, dessen genaues Gründungsdatum ebenfalls unbekannt ist. Hanf könnte das Unternehmen zwischen 1899 und 1901 gegründet haben, der Eintrag im Handelsregister datiert dagegen auf den 10. April 1902. Da keine Verlagsprospekte oder -kataloge vorliegen, ist auch nicht genau zu ermitteln, wie viele Werke der Verlag publizierte.
Der Verlag war seit etwa 1907 Zippelhaus 7–8 unweit des Hamburger Freihafens untergebracht. Hanf begann mit dem wöchentlich gedruckten Norddeutschen Submissionsanzeiger. Dieses Werk, das offenbar gute Erträge einbrachte, blieb für zehn Jahre das Bedeutendste im Verlagsprogramm. Hanf entwickelte das ursprünglich als Anzeigenblatt für Ausschreibung gedachte Blatt zu einer Tageszeitung weiter. 1910 ergänzte der Verleger das Programm um die Bau-Rundschau. Es handelte sich um eine der renommiertes Zeitschriften zur Architektur in Deutschland, die über die „Bau- und Wohnungskultur des Nordens“ und Ausstellungen und Kunst in Hamburg informierte. 1911 gründete Hanf eine Buchdruckerei, die über den Eigenbedarf hinaus im Auftrag produzierte. Dieses Unternehmen hatte schnell Erfolg. Der Firmensitz der Druckerei befand sich in der Neuen Gröninger Straße 17. 1915 zog der Verlag ebenfalls in die Neue Gröninger Straße, Hausnummer 9.
Bis zum Ende des Ersten Weltkriegs beschränkte sich das Programm Hanfs auf seine Zeitschriften mit einigen Sonderausgaben der Bau-Rundschau. 1914 und 1916 gab er zwei Bücher des Hamburger Autoren Adolf Goetz heraus. Hanf arbeitete in mehreren Vereinigung mit und übernahm wiederholt Vorstandsämter: 1919 beteiligte er sich als Kassenwart in der Hamburger Ortsgruppe des Deutschen Werkbundes, im Januar 1920 auch gemeinsam mit Emil Maetzel als Kassierer der Ausstellungshallen-Gesellschaft. Kurzzeitig übernahm er den Vorstandsvorsitz des Verbands Deutscher Reklamefachleute. Außerdem förderte er in Hamburg den unter Malern und Autoren aufkommenden Expressionismus. Seit 1919 unterstützte er die Hamburgische Sezession. Anlässlich deren Künstlerfest 1920 finanzierte er den Almanach Der gelben Posaune der Sieben. Dieses Werk umfasste nur wenig Text, darunter eine Skizze von Hans Leip, aber viele Gemälde und Plastiken von Künstlern wie Emil Maetzel, Dorothea Maetzel-Johannsen, Karl Opfermann, Anita Rée, Heinrich Steinhagen oder Johannes Wüsten.
Konrad Hanf war im Bereich der niederdeutschen Literatur führend und der bedeutendste Verleger des Expressionismus in Hamburg. Zu seinem Erfolg trug bei, dass er ein breit gefächertes Portfolio anbot: Ein Drittel der Werke, die ab 1918 erschienen, waren dem literarischen und bildnerischen Expressionismus zuzuordnen. Die übrigen Gattungen umfassten Bauliteratur, eine „Schriftenreihe Kulturfragen“ und ungefähr zur Hälfte hoch- und niederdeutsche Lyrik und Dramen. Von den insgesamt rund achtzig Titeln des Verlags erschienen 1921 ungefähr 30. In diesem Jahr gab Hanf auch den vierten Jahrgang der expressionistischen Zeitschrift Der Freihafen heraus.
Hanf verlegte Werke von Paul Duysen, der für einige Zeit auch für den Verlag lektorierte, Johannes Wüsten, Hans Harbeck, Hans Henny Jahnn, Hermann Claudius, Paul Schurek und Tetjus Tügel. Hinzu kamen Hans Friedrich Blunck und Ludwig Tügel, die später nationalistische Werke verfassten.
Die Schaffenszeit des Verlegers endete überraschend: Hanf paddelte Anfang Mai 1922 mit einem Boot auf der Elbe, kenterte in Schulau und ertrank. Sein Verlag bestand noch bis 1926, die Werke erschienen aber nicht mehr unter dem Namen des vorherigen Besitzers.